# Estación Puisoye
Puisoye es una estación de ferrocarril ubicada en la localidad del Mismo Nombre, en el Departamento General Paz en la Provincia de Corrientes, República Argentina. 

## Servicios
Se encuentra Precedida por la Estación Cerrito y le sigue el Apeadero Km 148.